# Vicenta Lorca Romero
Vicenta Lorca Romero (Granada, 25 de julio de 1870-Madrid, 9 de abril de 1959) fue una maestra española y madre del escritor Federico García Lorca.

## Biografía

### Infancia y juventud
Considerada la mujer lorquiana por excelencia, nació en el barrio granadino del Realejo  el 25 de julio de 1870. Su madre, Concepción Romero Lucena, era natural de Santa Fe  (Granada) y su padre, Vicente Lorca González, falleció un mes antes de su nacimiento, por lo que madre e hija tuvieron que depender de los abuelos maternos.
A la muerte del abuelo materno Bernardo Lorca en 1883, Vicenta, ingresó en el colegio Calderón situado en la calle Recogidas de Granada, actualmente denominado Colegio Regina Mundi. Dicho centro, que estaba regentado por monjas, acogía a niñas  huérfanas y sin recursos, tanto internas como externas, para que pudiesen estudiar. Muy próximo a este lugar se hallaba el denominado Beaterio de Santa María Egipcíaca, tutelado por religiosas Terciarias Carmelitas que fue derribado en 1956, y en una de cuyas celdas había estado recluida la heroína granadina Mariana Pineda Muñoz en 1831. En torno a este circulaban numerosas leyendas de las cuales, con toda probabilidad, Vicenta, tuvo conocimiento en sus años estudiantiles.   
Años después, el 24 de junio de 1927, Federico García Lorca estrenaría con la compañía teatral de Margarita Xirgu  y escenografía de Salvador Dalí , la obra homónima  basada en la vida de esta figura de la resistencia a la restauración absolutista en España del siglo XIX, que fue condenada a morir con garrote vil. 
Una vez finalizada la etapa escolar primaria y secundaria, Vicenta Lorca,  cursó estudios en la Escuela Normal de Magisterio  entre 1888 y 1890. En 1890 obtuvo el Título de Maestra de Primera Enseñanza Elemental y dos años más tarde, cuando contaba con 22, consigue su primer destino incorporándose como maestra en la Escuela de Niñas de Fuente Vaqueros (Granada), un pueblo que contaba en 1892 solo con 1.491 habitantes.

"Era una joven de 22 años, pequeña y delicada, de hermosos ojos y en su cara la constelación de lunares que iba a heredar su primer hijo, de carácter reservado, inteligente y discreto".

El 1 de octubre de 1893 fallece la madre de Vicenta y la joven maestra queda sola. El cura párroco de Valderrubio, Enrique García Palacios, se convierte entonces en su protector. Dicho sacerdote estaba emparentado con la familia García Rodríguez y este será el vínculo que le permita conocer al que sería su esposo.

### Matrimonio y descendencia
En agosto de 1897 contrae matrimonio con Federico García Rodríguez, un próspero hacendado propietario de varias fincas y terrenos de cultivo en la Vega de Granada, que había enviudado en 1894 de su primera esposa Matilde Palacios Ríos.
En Fuente Vaqueros, Vicenta Lorca, ejerció la docencia hasta diciembre de 1897, fecha en que renunció al magisterio coincidiendo con el embarazo del que sería su hijo primogénito Federico García Lorca, el cual nacería el 5 de junio de 1898.
En 1900 nace el segundo hijo del matrimonio, Luis, que fallecería dos años después. Le seguirán Francisco (1902-1976), Concha (1903-1956) e Isabel (1909-2002).

### Vida familiar
La existencia de la familia García Lorca transcurría apacible y sosegada en Fuente Vaqueros. El tranquilo ambiente que reinaba en la casa lo evocaría Federico, en un  relato titulado Mi pueblo: 

"Apenas salía el sol ya sentía yo en mi casa el trajín de la labor y las pisadas fuertes de los gañanes en el patio. Entre sueños percibía el sonar de balidos de oveja y el ordeñar cálido de las vacas… Algunas veces un frufrú de faldas muy suave. Era mi madre que vigilaba amorosamente nuestro sueño. Después entraba mi padre en el cuarto y nos besaba con cariño, muy despacio y aguantando la respiración, como si no quisiera despertarnos…".
Federico García Lorca

Entre 1905 y 1909, año en que se trasladaron a Granada, Vicenta y su familia vivirían en Valderrubio, pequeña aldea de la Vega de Granada en donde su esposo tenía unas tierras.

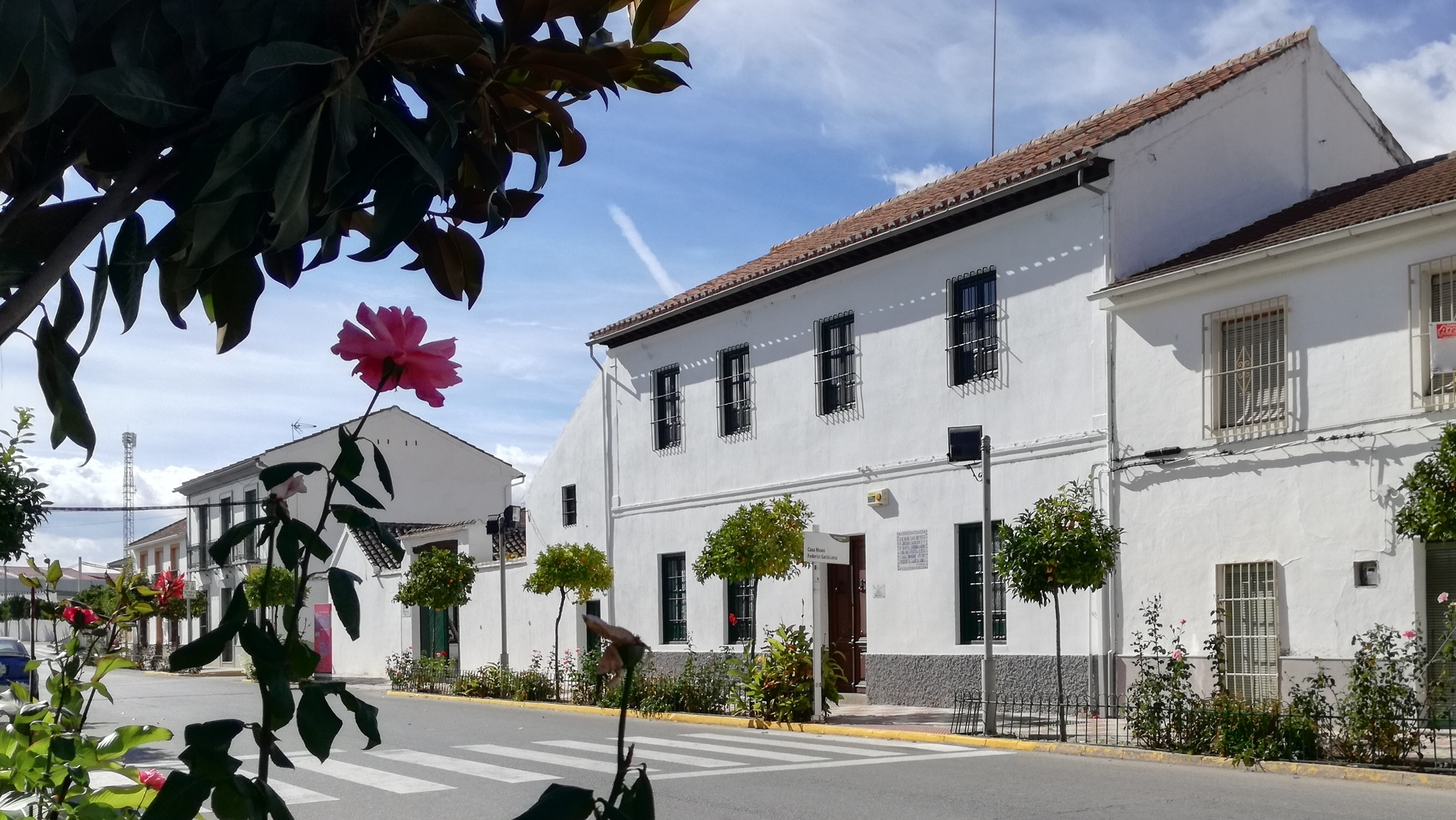
Casa de la familia García Lorca (Valderrubio)

 Allí viviendo en esta casa Federico fue al colegio y conoció el primer teatrillo ambulante, que despertó en él su interés por este género, germen de su futura vocación creativa.

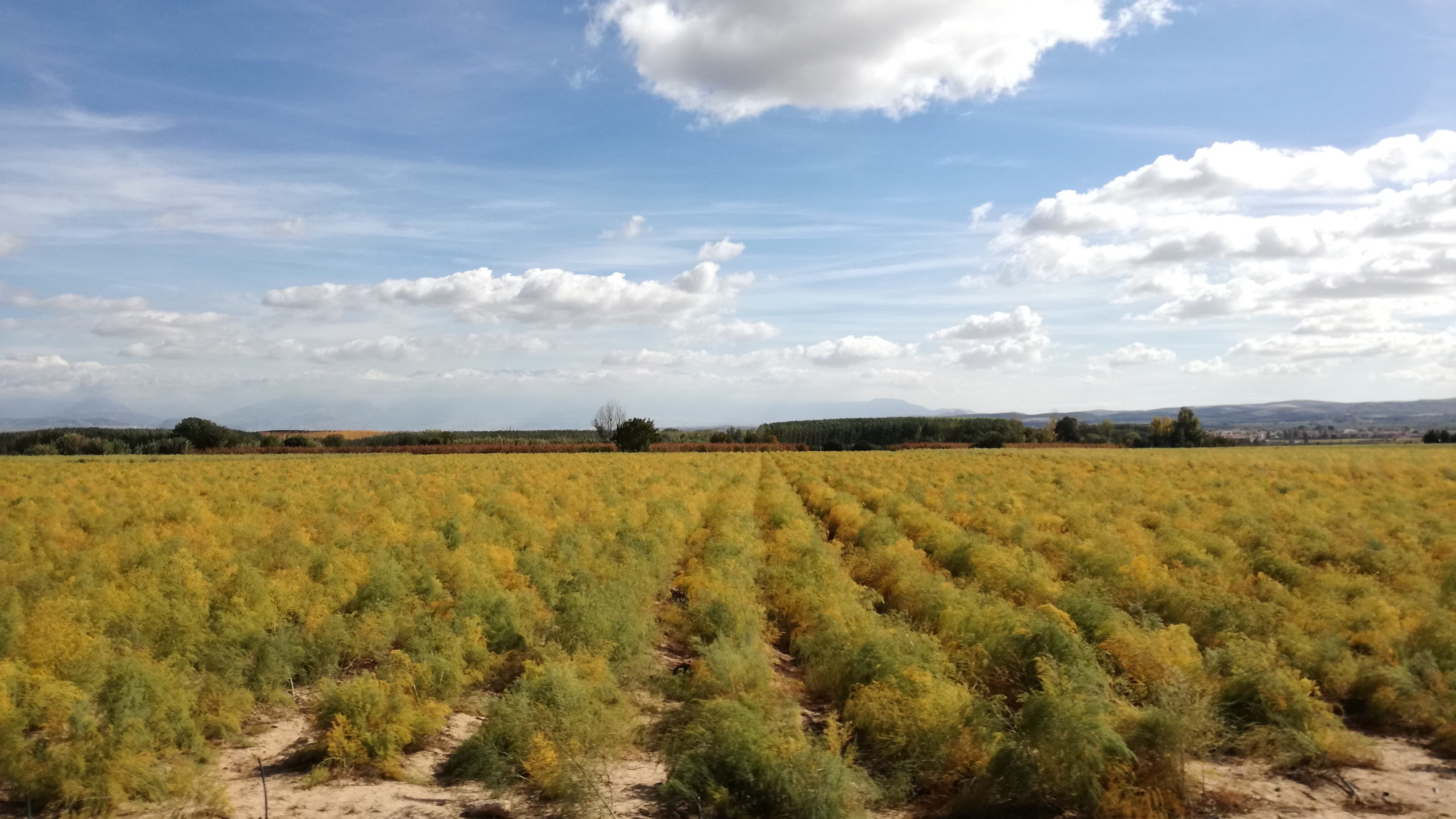
Tierras de cultivo en Valderrubio (Granada)

Hasta 1926 sería también el lugar donde pasasen los veranos.

En 1909 el matrimonio García Lorca fija su residencia en Granada para que los hijos continuasen los estudios secundarios (después se trasladarían a Madrid por la misma razón) y en 1925 adquieren la llamada Huerta de los Mudos que rebautizarían con el nombre de Huerta de San Vicente en honor a Vicenta Lorca.

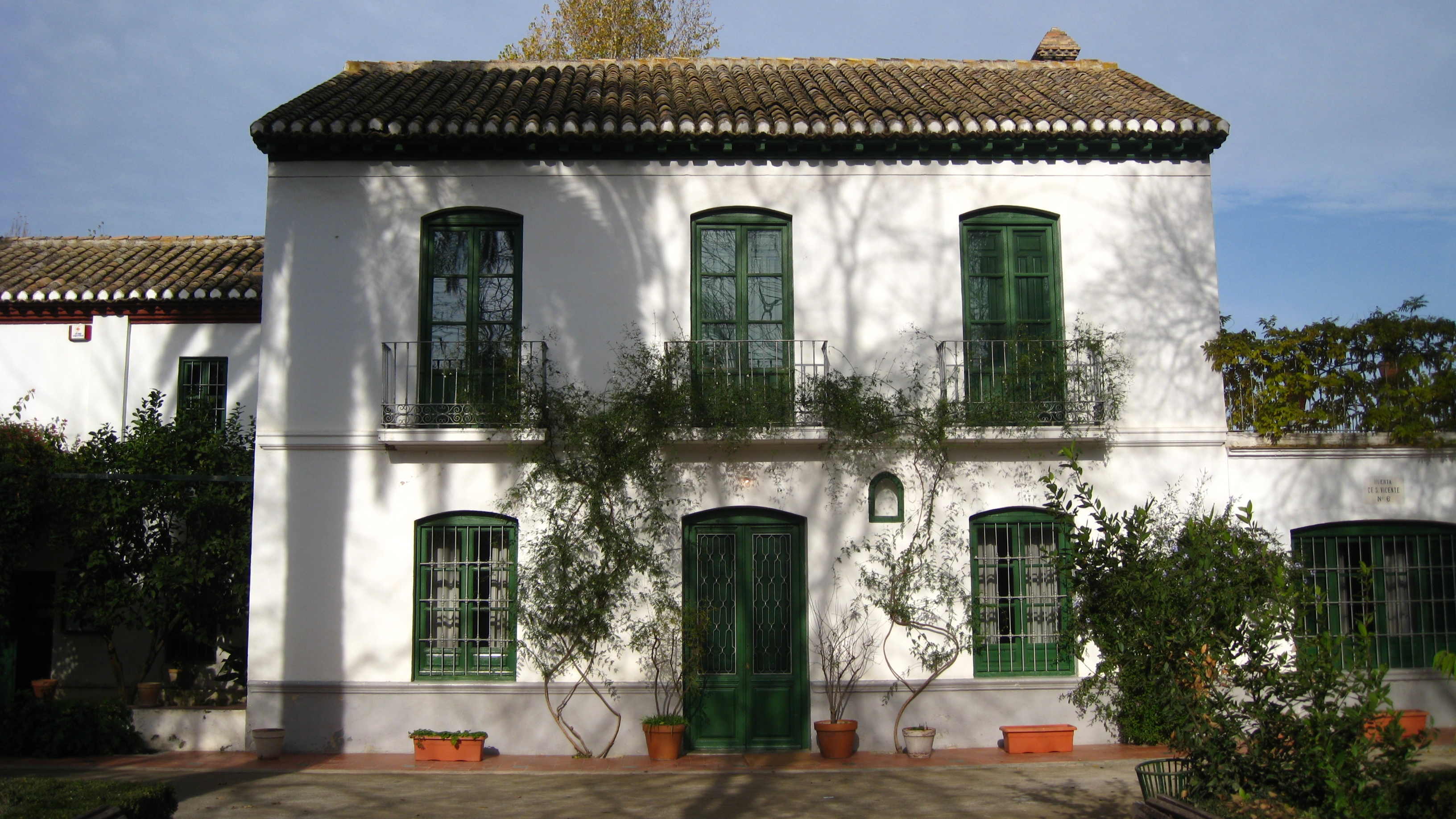
Casa de la Huerta de San Vicente (Granada)

 Desde 1926 este sería el lugar de veraneo y reencuentro de la familia hasta 1936. Allí escribiría Federico algunas de sus más importantes obras: Romancero Gitano, Doña Rosita la soltera, Bodas de sangre, El público, etc. 
Cada verano con motivo de la onomástica del padre y del hijo mayor celebraban en la Huerta el Día de San Federico, el 18 de julio. Sin embargo, ese año de 1936, se convirtió en el lugar de la tragedia.
Ante los violentos y continuos registros por cuadrillas incontroladas de insurgentes, Federico se fue de allí y se refugió en la casa de su amigo el poeta Luis Rosales. Estando en esta casa, el 16 de agosto fue detenido por un grupo de facciosos comandados por el exdiputado de la CEDA,  Ramón Ruiz Alonso y conducido al Gobierno Civil. 
En la madrugada de ese mismo día, Vicenta y su familia, recibieron la desgraciada noticia de que Manuel Fernández Montesinos , esposo de una de sus hijas, Concha, había sido fusilado junto a las tapias del cementerio de Granada.
Dos días después lo sería su hijo Federico en el barranco que une Víznar y Alfacar.

### Exilio
Tras el asesinato de Federico el 18 de agosto de 1936, la familia Lorca abandonó España con destino a Nueva York en 1940. Allí fueron acogidos por Fernando de los Ríos que ya se encontraban residiendo en EE. UU., con quien les unía una vieja amistad y que con el tiempo emparentaría con los Lorca al casarse su hija Laura de los Ríos Giner con Francisco García Lorca.
En septiembre de 1945 falleció Federico García Rodríguez en Estados Unidos, sin haber vuelto nunca  a España como era su deseo.

### Regreso a España
Vicenta Lorca acompañada de sus hijos y de sus nietos regresó a España en 1951. Fijó su domicilio en Madrid y nunca quiso ir a Granada.
Murió el 9 de abril de 1959. Sus restos reposan en el cementerio madrileño de la Sacramental de San Justo.

## Obras
- Cartas de Vicenta Lorca a su hijo Federico (Edic. Víctor Fernández, Barcelona, RBA, 2008).